# Lorenzo Hervás y Panduro
Lorenzo García y Panduro, que després va canviar els seus cognoms pels d'Hervás y Panduro (Horcajo de Santiago, Cuenca, 10 de maig de 1735 - Roma, 24 d'agost de 1809), va ser un polígraf jesuïta, lingüista i filòleg espanyol, considerat el pare de la lingüística comparada.
Era fill de Juan García Hervás i Inés Panduro, llauradors de poca fortuna. Ingressà en els jesuïtes a Madrid el 29 de setembre 1749 i estudià set anys de filosofia i teologia a la Universitat Complutense. Estudià també cànons, i molt especialment matemàtica i astronomia. El 1760 s'ordenà sacerdot. Després de missionar dos anys en el bisbat de Conca, es traslladà a Càceres, on ensenyà llatí al col·legi dels jesuites. El 1761 va residir a Madrid i ensenyà metafísica al Seminario de Nobles, que passà a dirigir el 1762. Dos anys després va ser destinat com a mestre de filosofia al col·legi de l'Anunciata, de Múrcia. Segons Fermín Caballero, en la biografía de Hervás y Panduro, en Conquenses ilustres, pàgines 117 a 122, Hervás, mai va estar a Amèrica. Quan els jesuïtes van ser expulsats d'Espanya per Carles III el 1767, marxà a Còrsega i tot seguit a Itàlia, residint a Forli fins a 1773 amb altres jesuïtes de la província eclesiàstica de Toledo, lliurat a la recerca i l'estudi de les matemàtiques, l'astronomia, les ciències naturals i la lingüística. Passà després a Cesena, on el marquès de Chini el va fer preceptor dels seus fills. Després d'11 anys a la Romanya, passà a Roma per tal de consultar la bibliografia de la Biblioteca Vaticana. Publicà Origine, formazione, mecanismo ed armonia degl' Idiomi («Origen, formació, funcionament i harmonia dels idiomes», 1785), Vocabolario poliglotto, con prolegomeni sopra più de CL lingue ("Vocabulari multilingüe, amb introduccions sobre més de 150 llengües", 1787), Saggio practicco delle Lingue con prolegomeni e una raccolta di orazioni dominicali in più di trecento lingue e dialetti ("Recopilació pràctica de les llengües amb introduccions i una recol·lecció d'oracions dominicals en més de trescentes llengües i dialectes", 1787). A Roma entrà en contacte amb l'Escola de Sordmuts de Tommaso Silvestri (mort el 1789) i Camilo Mariani, els quals explicaven el mètode educatiu que l'Abate L'Epée havia practicat anteriorment a l'Institut Nacional de Sordmuts de París i en va aprendre el seu mètode, que més tard divulgaria en castellà. Va ser nomenat teòleg assessor del cardenal Albani el 1798 i canonista del cardenal Reverella.
Tornà a Espanya cap a 1798, acollit a un decret de Carles IV d'Espanya que permetia als jesuïtes la seva tornada individual a Espanya i residí un temps a Barcelona; on col·laborà amb Joan Albert Martí en la fundació i establiment de l'Escola Municipal de Sordmuts (1800); va aprofitar per a investigar en l'Arxiu de la Corona d'Aragó i en l'Arxiu de l'Orde de Santiago d'Uclés, i com a resultat imprimí una Descripción del archivo de la Corona de Aragón, existente en la ciudad de Barcelona, y noticia del archivo general de la militar Orden de Santiago en su convento de Uclés, fullet compost de dos opuscles i publicat a Cartagena el 1801; el mateix any imprimí unes Preeminencias y dignidad que en la militar Orden de Santiago tienen su prior eclesiástico y su casa matriz. Visità les ruïnes de Cabeza del Griego que ell, enmig d'una gran polèmica, identificà amb l'antiga Segòbriga dels romans. El decret va ser revocat i va tornar a ser desterrat a Itàlia el 1802; fixà la seva residència a Roma; el papa Pius VII el nomenà l'any 1804 prefecte de la Biblioteca del Palau del Quirinal. El 1805 va ser nomenat soci emèrit de la Sociedad Económica Vascongada; també ho va ser de la Reial Acadèmia de Ciències i Antiquitats de Dublín i de l'Etrusca de Crotona. Traduí la Història de l'Església de l'abat Berault-Bercastel (Madrid 1797-1808). Morí a Roma el 24 d'agost de 1809.
En lingüística, vint-i-cinc anys abans que Franz Bopp va demostrar científicament l'existència de la família indoeuropea, establí per primera vegada a Europa el parentiu entre grec i sànscrit. Al contrari que els lingüistes francesos, demostrà que l'hebreu no va ser la llengua del Paradís ni la primigènia; i la va emparentar amb les altres llengües semítiques com l'arameu, àrab i siríac. Sostingué la teoria del basc-iberisme. Establí dues noves famílies lingüístiques, la malaiopolinèsia i la finoúgrica. Va ser citat amb elogis per lingüistes com Otto Jespersen i W. von Humboldt. Va ser el primer a reconèixer la superior importància de la gramàtica i la morfologia per a decidir el parentiu de les llengües, seguint en això a Leibniz. Fins aleshores, allò que es comparava era el lèxic. Va estudiar moltes llengües, entre elles les d'Amèrica, tanmateix, les seves intencions eren més antropològiques que lingüístiques, donat que estudià les llengües només com un camí per establir famílies ètniques, i aquesta va ser la finalitat de tots els seus treballs.

## Obres

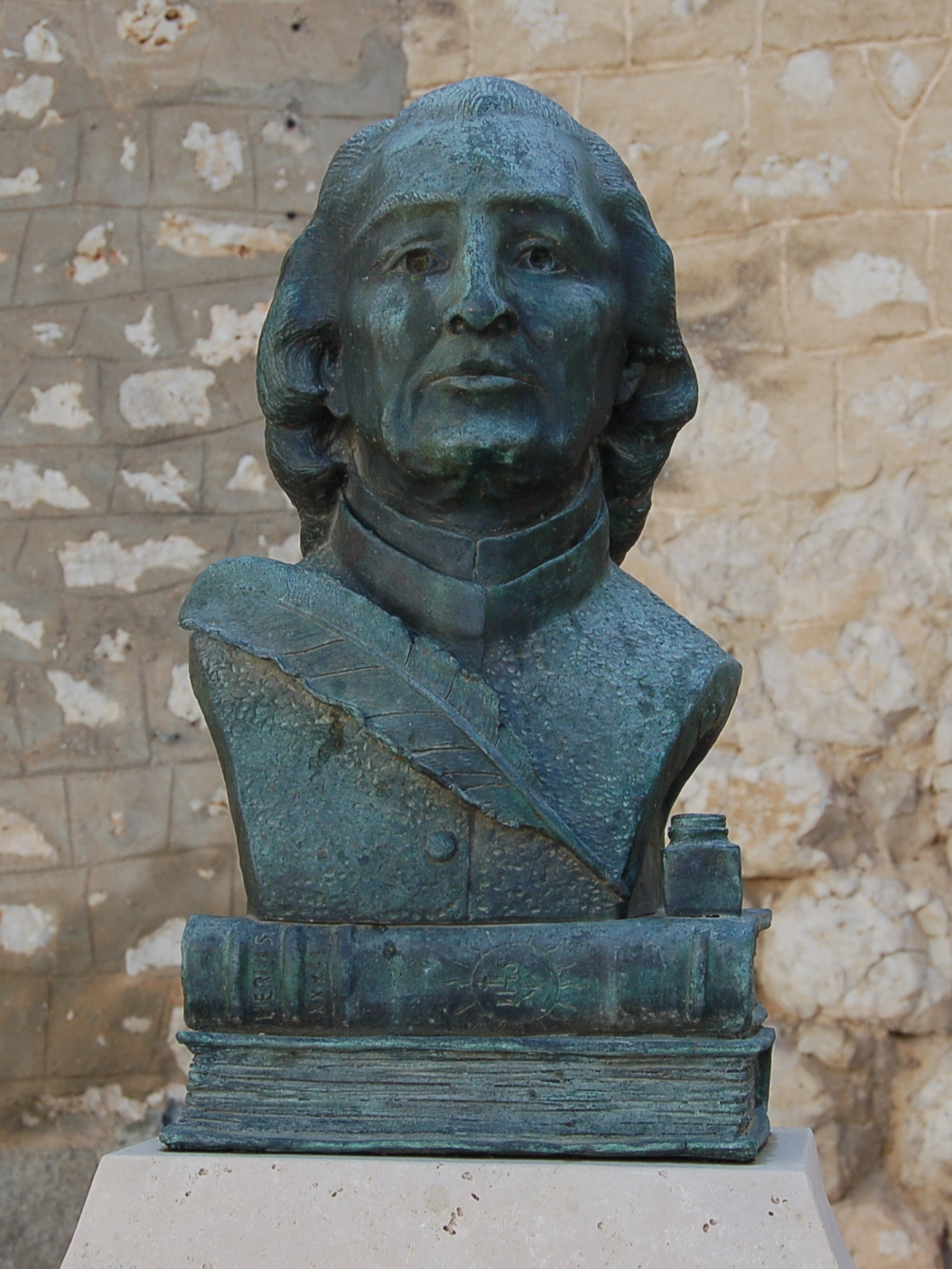
Estàtua dedicada a Lorenzo Hervás al seu poble natal

- De'vantaggi e esvanttaggi dello stato temporale di Cesena (Cesena 1776)
- Idea dell'Universo, (Cesena, 1778-1792). En 21 volums i tres parts: «Historia de la vida del hombre», «Elementos cosmográficos» i «Lengua».
- Analisi filosofico-teologica della natura della carita (Foligno 1792) (Análisis filosófico-teológico de la caridad, o sea, del amor de Dios)
- Virilità dell' Uomo («Virilidad del Hombre», en 4 volúmenes., 1779-80)
- Vecchiaja e morte dell' Uomo («Envejecimiento y muerte del Hombre», 1780).
- Viaggio statico al Mondo planetario («Viaje estático al mundo planetario», 1780, de la qual després farà una versió revisada en castellà, Viaje estático al mundo planetario: en el que se observan el mecanismo y los principales fenómenos del cielo; se indagan las causas físicas, y se demuestran la existencia de Dios y sus admirables atributos, Madrid, Imp. de Aznar, 1793 y 1794, 4 vols.).
- Storia della Terra («Historia de la Tierra», 1781-83, en 6 volums).
- Descripción del archivo de la Corona de Aragón, existente en la ciudad de Barcelona y noticia del archivo general de la militar Orden de Santiago en su convento de Uclés (Cartagena el 1801).
- Preeminencias y dignidad que en la militar Orden de Santiago tienen su prior eclesiástico y su casa matriz (Cartagena el 1801).
- Catálogo de las lenguas de las naciones conocidas y enumeración, división y clases de estas según la diversidad de sus idiomas y dialectos (Madrid, 1800 - 1805, seis vols.).
- Gramáticas abreviadas de las dieciocho lenguas principales de América.
- Escuela española de Sordomudos o arte para enseñarles a escribir y hablar el idioma español (Madrid, 1795, 2 vols.) i un Catecismo de doctrina cristiana.
- Historia de la vida del hombre (Madrid, 1789 a 1799, set vols.),
- Viaje estático al mundo planetario (Madrid, 1793 a 1794).
- El hombre físico.
- Biblioteca jesuítica-española, 2 vols. Hi ha edició moderna: Biblioteca jesuítico-española (1759-1799). Estudi introductori, edició crítica i notes per Antonio Astorgano Abajo, Madrid, LIBRIS, 2007.
- Causas de la revolución de Francia, 1807, 2 vols.
- Cotejo entre Cano y Villavicencio, fullet inèdit.
- Gramática de la lengua italiana, manuscrit inèdit.
- Disertación sobre la escritura china, manuscrit inèdit.
- Disertación sobre la peste, manuscrit inèdit.
- Ensayo de paleografía universal, 3 vols. manuscrits inèdits.
- Historia del arte de escribir, 2 vols. manuscrits inèdits.
- Tratado de la doctrina práctica de la Iglesia, 2 vols. manuscrits inèdits.
- Primitiva población de América, 4 vols. manuscrits inèdits.
- Compendio de la medicina de Brown, manuscrit inèdit.
- Lettera sul calendario messicano, un fullet imprès en italià.
- Los Salmos de David, volum manuscrit inèdit.
- El hombre en sociedad, volum manuscrit inèdit.
- El hombre en religión, 3 vols. manuscrits inèdits.
- Celtiberia primitiva, volum manuscrit inèdit.
- De la primitiva división del tiempo, volum manuscrit inèdit.
- Catálogos de manuscritos españoles en Roma, volum manuscrit inèdit.